# Hylaeora capucina
Hylaeora capucina är en fjärilsart som beskrevs av Felder 1874. Hylaeora capucina ingår i släktet Hylaeora och familjen tandspinnare. Inga underarter finns listade i Catalogue of Life.